# Antonino Fogliani
Antonino Fogliani (Messina, 29 giugno 1976) è un direttore d'orchestra italiano.

## Biografia
Ha compiuto i suoi studi musicali di composizione presso il Conservatorio "G. B. Martini" di Bologna con Francesco Carluccio e si è diplomato col massimo dei voti in Direzione d'orchestra al Conservatorio "G. Verdi" di Milano sotto la guida di Vittorio Parisi, laureandosi in Discipline della musica presso l'Università di Bologna. Si è perfezionato all'Accademia Musicale Chigiana di Siena con Gianluigi Gelmetti per la direzione d'orchestra e Franco Donatoni e Ennio Morricone per la composizione.
Il suo debutto al Rossini Opera Festival di Pesaro nel 2001 con Il viaggio a Reims ha segnato l'inizio di una carriera internazionale che lo ha visto sul podio di importanti teatri. Ha diretto importanti produzioni come Ugo conte di Parigi e Maria Stuarda di Gaetano Donizetti al Teatro alla Scala trasmessa da Rai 5, Amica di Pietro Mascagni e Mosè in Egitto di Gioachino Rossini al Teatro dell'Opera di Roma, Lucia di Lammermoor a St. Gallen, Oberto conte di San Bonifacio di Giuseppe Verdi al Teatro Filarmonico di Verona, Il barbiere di Siviglia al Teatro La Fenice di Venezia, La sonnambula al Teatro Calderon di Valladolid. Nel 2005 ha diretto al Teatro San Carlo di Napoli Socrate immaginario di Paisiello nella versione elaborata da Roberto De Simone: l'opera è stata ripresa nella stagione 2006/07 del Teatro alla Scala di Milano. Ha debuttato nel 2011 negli Stati Uniti d'America con l'opera Lucia di Lammermoor presso la HGO di Houston e l'anno successivo ha diretto Turandot al Teatro Bol'šoj di Mosca. Nel 2012 ha debuttato Aida al Teatro Regio di Parma aggiungendo l'imponente titolo verdiano ad altri già diretti (Rigoletto, Giovanna d'Arco, La battaglia di Legnano, La traviata, I Masnadieri, I Lombardi alla prima crociata).
Presso il Festival Rossini in Wildbad in Germania, dove dal 2011 è Direttore Musicale, ha diretto dal 2004 e registrato diversi titoli del repertorio rossiniano (Otello, Il signor Bruschino, La scala di seta, L'occasione fa il ladro, Edipo Coloneo, Ciro in Babilonia, La Cenerentola, Il turco in Italia, Semiramide, Adina) oltre ad alcune prime esecuzioni in età moderna di Mercadante (Don Chisciotte alle nozze di Gamaccio e I briganti) e Vaccaj (La sposa di Messina).
Dalla stagione 2017/18 è stato nominato Principal Guest Conductor presso la Deutsche Oper am Rhein di Düsseldorf
.
Nel 2011 ha orchestrato i sette numeri (la cui versione orchestrale era andata perduta) che il compositore bolognese Giovanni Tadolini compose nel 1833 per lo Stabat Mater di Gioachino Rossini proponendoli lo stesso anno in prima esecuzione nell'ambito del Festival Rossini in Wildbad.
Attivo anche nel repertorio sinfonico ha tenuto concerti con prestigiose orchestre come l'Orchestra Nazionale di Santa Cecilia e l'Orchestra dell'Opera di Roma, l'Orchestra del Teatro Comunale di Bologna, l'Orchestra del Teatro San Carlo di Napoli, l'Orchestra Sinfonica della Fondazione Toscanini di Parma, l'Orchestra regionale toscana di Firenze, l'Orchestra Filarmonica del Teatro Massimo “V. Bellini” di Catania, l'Orchestra del Teatro alla Scala, I “Pomeriggi Musicali” di Milano, le orchestre spagnole de La Coruňa, Tenerife e Castilla y Léon, l'Orchestra del Teatro Municipal di Santiago del Cile, la Sydney Symphony Orchestra, l'Ensemble Orchestral de Paris, l'Orchestre de Bretagne e la Württembergische Philharmonie di Reutlingen.
Ha registrato per Naxos Archiviato il 21 agosto 2018 in Internet Archive., Dynamic, Arthaus Musik e Bongiovanni.
Dal 2011 al 2017 ha insegnato Direzione d'orchestra presso il Conservatorio "G. Tartini" di Trieste. Dal 2021 è professore ordinario di Direzione d’orchestra presso il Conservatorio “Alessandro Scarlatti” di Palermo.

## Repertorio operistico
- Vincenzo Bellini: Beatrice di Tenda, Bianca e Fernando, I Capuleti e i Montecchi, Norma, La Sonnambula, Il Pirata
- Georges Bizet: Carmen
- Francesco Cilea, Adriana Lecouvreur
- Domenico Cimarosa: Il marito disperato
- Gaetano Donizetti: Anna Bolena, Don Pasquale, Il diluvio universale, L'elisir d'amore, La Fille du régiment, Lucia di Lammermoor, Lucrezia Borgia, Maria di Rohan, Maria Stuarda, Rita, Roberto Devereux, Ugo conte di Parigi
- Umberto Giordano: Andrea Chénier, Fedora
- Charles Gounod: Faust
- Franz Lehàr: La vedova allegra, Il paese del sorriso
- Ruggero Leoncavallo: Pagliacci
- Pietro Mascagni: Amica, Cavalleria rusticana, L'amico Fritz
- Jules Massenet: Don Quichotte
- Saverio Mercadante: Don Chisciotte alle nozze di Gamaccio, I Briganti
- Francesco Morlacchi: Tebaldo e Isolina
- Wolfgang Amadeus Mozart: Le nozze di Figaro, Don Giovanni, Così fan tutte, Die Entführung aus dem Serail, Die Zauberflöte
- Giovanni Paisiello: Socrate immaginario
- Stefano Pavesi: Il trionfo delle belle
- Francis Poulenc: La Voix Humaine, Dialogues des Carmélites
- Giacomo Puccini: Gianni Schicchi, La Bohème, Madama Butterfly, Tosca, La fanciulla del West, Turandot
- Gioachino Rossini: Adina, Bianca e Falliero, Il signor Bruschino, La Cenerentola, Elisabetta regina d’Inghilterra, Ermione, Il viaggio a Reims, Le comte Ory, Ciro in Babilonia, Il turco in Italia, La cambiale di matrimonio, La gazza ladra, L’occasione fa il ladro, L'inganno felice, Maometto secondo, Mosè in Egitto, La scala di seta, Il barbiere di Siviglia, Otello, Edipo Coloneo, L’italiana in Algeri, Sigismondo, Semiramide, Il vero omaggio, Guillaume Tell, Stabat Mater, Petite messe solennelle
- Camille Saint-Saëns: Samson et Dalila
- Richard Strauss: Ariadne auf Naxos
- Nicola Vaccaj: La sposa di Messina
- Giuseppe Verdi: Aida, Attila, Un ballo in maschera, Don Carlo, Falstaff, Giovanna d'Arco, I Lombardi alla prima crociata, I Masnadieri, Il trovatore, Macbeth, Nabucco, La battaglia di Legnano, La Traviata, Oberto conte di San Bonifacio, Otello, Rigoletto
- Richard Wagner: Der fliegende Holländer

## Discografia
- G. Donizetti, Ugo conte di Parigi, CD Dynamic (2004)
- G. Rossini, Ciro in Babilonia, CD Naxos (2005)
- D. Cimarosa, Il marito disperato, CD Bongiovanni (2006)
- G. Rossini, Mosè in Egitto, CD Naxos (2007)
- Gaetano Donizetti. Maria Stuarda /Antonino Fogliani. Teatro alla Scala, CD/DVD Musicom/Rai Trade (2008)
- G. Rossini,Otello, CD Naxos (2010)
- G. Donizetti, Lucia di Lammermoor, CD Naxos (2011)
- N. Vaccaj, La sposa di Messina, CD Naxos (2012)
- S. Mercadante, Don Chisciotte alle nozze di Gamaccio, CD Naxos (2012)
- G. Rossini, L'occasione fa il ladro, CD Naxos (2012)
- G. Rossini, Semiramide, CD Naxos (2013)
- BEL CANTO BULLY - The musical legacy of the legendary opera impresario Domenico Barbaja, CD Naxos (2013)
- G. Verdi, Aida, CD C Major (2014)
- S. Mercadante, I Briganti, CD Naxos (2014)
- G. Rossini, Guillaume Tell, CD Naxos (2015)
- G. Rossini, Il viaggio a Reims, CD Naxos (2016)
- G. Rossini, Stabat Mater, CD Naxos (2016)
- G. Rossini, Sigismondo, CD Naxos (2017)
- V. Bellini, Bianca e Gernando, CD Naxos (2017)
- G. Rossini, Bianca e Falliero, CD Naxos (2017)
- G. Rossini, Maometto II, CD Naxos (2018)
- G. Rossini, Il barbiere di Siviglia, CD Dynamic (2020)
- F. Morlacchi, Tebaldo e Isolina, CD Naxos (2020)
- M. Taralli, Cantus Bononiæ Missa Sancti Petronii, CD Tactus (2022)
- G. Rossini, Elisabetta regina d'Inghilterra, CD Naxos (2024)
- G. Rossini, Ermione, CD Naxos (2024)
- SAIMIR - Saimir Pirgu, Orquestra de la Comunitat Valenciana, Antonino Fogliani - OPUS ARTE (2024)

## Filmografia
- G. Donizetti, Lucia di Lammermoor, DVD Dynamic (2006)
- G. Donizetti, Maria Stuarda, DVD ARTHAUS MUSIK (2009)
- G. Rossini, Il barbiere di Siviglia, DVD Dynamic (2009)
- G. Verdi, Aida, DVD/Blu-Ray UNITEL (2012)
- G. Rossini, Guillaume Tell, DVD Bongiovanni (2015)
- G. Rossini, L'inganno felice, DVD Dynamic (2016)
- G. Rossini, L’occasione fa il ladro, DVD/Blu-ray Naxos (2021)
- Orphea in love, DVD/Blu-ray 374 Media (2023)